# Ptolemeu d'Alexandria (ambaixador)
Ptolemeu d'Alexandria (en llatí Ptolemaeus, en grec antic Πτολεμαίος) era un retòric d'Alexandria que Ptolemeu VIII Evergetes II va enviar com a ambaixador a Antíoc IV Epifanes quan aquest assetjava Alexandria l'any 170 aC. És probablement el mateix Ptolemeu germà de Comanus al que va acompanyar a la seva ambaixada a Roma el 162 aC, segons diu Polibi.